# Вірджил ван Дейк
Ві́рджил ван Дейк (нід. Virgil van Dijk; нар. 8 липня 1991, Бреда, Нідерланди) — нідерландський футболіст, захисник збірної Нідерландів та англійського клубу «Ліверпуль».

## Клубна кар'єра
27 грудня 2017 року було офіційно оголошено, що гравець приєднається до складу «Ліверпуля» 1 січня 2018 року, коли відкриється зимове трансферне вікно. Ван Дейк буде виступати під 4 номером, а сума трансферу склала £75 млн, що стало новим рекордом для захисників. 10 % від трансферу отримає «Селтік», що було прописано у контракті футболіста.
Перший гол, який до того ж став переможним, за новий клуб забив у дебютному поєдинку — кубковому проти земляків з ФК «Евертон». 
24 квітня 2019, було оголошено, що Вірджил став найкращим гравцем сезону 2018–2019 в Прем'єр-лізі за версією ПФА.
17 жовтня 2020, через травму був замінений на шостій хвилині мерсісайдського дербі. Наступного дня було оголошено, що ван Дейк вибув на термін від шести до дванадцяти місяців. Було оголошено, що він отримав травму передньої хрестоподібної зв'язки правого коліна і перенесе операцію. 30 жовтня Вірджил переніс операцію і пропустив більшу частину сезону, повернувшись до тренувань лише до кінця сезону.

## Статистика виступів

### Клубна статистика
(Станом на 13 грудня 2017)
| Клуб               | Сезон              | Ліга  | Ліга | Кубок | Кубок | Кубок ліги | Кубок ліги | Континентальні | Континентальні | Загалом | Загалом |
| Клуб               | Сезон              | Матчі | Голи | Матчі | Голи  | Матчі      | Голи       | Матчі          | Голи           | Матчі   | Голи    |
| ------------------ | ------------------ | ----- | ---- | ----- | ----- | ---------- | ---------- | -------------- | -------------- | ------- | ------- |
| «Гронінген»        | 2010–11            | 5     | 2    | 0     | 0     | —          | —          | —              | —              | 5       | 2       |
| «Гронінген»        | 2011–12            | 23    | 3    | 1     | 0     | —          | —          | —              | —              | 24      | 3       |
| «Гронінген»        | 2012–13            | 34    | 2    | 3     | 0     | —          | —          | —              | —              | 37      | 2       |
| «Гронінген»        | Загалом            | 62    | 7    | 4     | 0     | 0          | 0          | 0              | 0              | 66      | 7       |
| «Селтік»           | 2013–14            | 36    | 5    | 2     | 0     | 1          | 0          | 8              | 0              | 47      | 5       |
| «Селтік»           | 2014–15            | 35    | 4    | 5     | 4     | 4          | 0          | 14             | 2              | 58      | 10      |
| «Селтік»           | 2015–16            | 5     | 0    | 0     | 0     | 0          | 0          | 5              | 0              | 10      | 0       |
| «Селтік»           | Загалом            | 76    | 9    | 7     | 4     | 5          | 0          | 27             | 2              | 115     | 15      |
| «Саутгемптон»      | 2015–16            | 34    | 3    | 1     | 0     | 3          | 0          | 0              | 0              | 38      | 3       |
| «Саутгемптон»      | 2016–17            | 21    | 1    | 1     | 1     | 2          | 0          | 6              | 2              | 30      | 4       |
| «Саутгемптон»      | 2017–18            | 12    | 0    | 0     | 0     | 0          | 0          | —              | —              | 12      | 0       |
| «Саутгемптон»      | Загалом            | 67    | 4    | 2     | 1     | 5          | 0          | 6              | 2              | 80      | 7       |
| Загалом за кар'єру | Загалом за кар'єру | 204   | 20   | 13    | 5     | 10         | 0          | 33             | 4              | 260     | 29      |

### Статистика виступів за збірну
| Дата       | Місто         | Господарі            | Результат  | Гості             | Турнір                                    | Голи | Примітки   |
| ---------- | ------------- | -------------------- | ---------- | ----------------- | ----------------------------------------- | ---- | ---------- |
| 10-10-2015 | Астана        | Казахстан            | 1 – 2      | Нідерланди        | Відбір до ЧЄ 2016                         | -    |            |
| 13-10-2015 | Амстердам     | Нідерланди           | 2 – 3      | Чехія             | Відбір до ЧЄ 2016                         | -    | 64'        |
| 13-11-2015 | Кардіфф       | Уельс                | 2 – 3      | Нідерланди        | товариський матч                          | -    | 46'        |
| 25-3-2016  | Амстердам     | Нідерланди           | 2 – 3      | Франція           | товариський матч                          | -    | 46'        |
| 27-5-2016  | Дублін        | Ірландія             | 1 – 1      | Нідерланди        | товариський матч                          | -    |            |
| 1-6-2016   | Гданськ       | Польща               | 1 – 2      | Нідерланди        | товариський матч                          | -    |            |
| 4-6-2016   | Відень        | Австрія              | 0 – 2      | Нідерланди        | товариський матч                          | -    |            |
| 6-9-2016   | Сульна        | Швеція               | 1 – 1      | Нідерланди        | Відбір до ЧС 2018                         | -    | 50'        |
| 7-10-2016  | Роттердам     | Нідерланди           | 4 – 1      | Білорусь          | Відбір до ЧС 2018                         | -    |            |
| 10-10-2016 | Амстердам     | Нідерланди           | 0 – 1      | Франція           | Відбір до ЧС 2018                         | -    |            |
| 9-11-2016  | Амстердам     | Нідерланди           | 1 – 1      | Бельгія           | товариський матч                          | -    |            |
| 13-11-2016 | Люксембург    | Люксембург           | 1 – 3      | Нідерланди        | Відбір до ЧС 2018                         | -    |            |
| 7-10-2017  | Борисов       | Білорусь             | 1 – 3      | Нідерланди        | Відбір до ЧС 2018                         | -    |            |
| 10-10-2017 | Амстердам     | Нідерланди           | 2 – 0      | Швеція            | Відбір до ЧС 2018                         | -    | кап.       |
| 9-11-2017  | Абердин       | Шотландія            | 0 – 1      | Нідерланди        | товариський матч                          | -    |            |
| 14-11-2017 | Бухарест      | Румунія              | 0 – 3      | Нідерланди        | товариський матч                          | -    |            |
| 23-3-2018  | Амстердам     | Нідерланди           | 0 – 1      | Англія            | товариський матч                          | -    | кап.       |
| 26-3-2018  | Женева        | Нідерланди           | 3 – 0      | Португалія        | товариський матч                          | 1    | кап.       |
| 4-6-2018   | Турин         | Італія               | 1 – 1      | Нідерланди        | товариський матч                          | -    | кап.       |
| 6-9-2018   | Амстердам     | Нідерланди           | 2 – 1      | Перу              | товариський матч                          | -    |            |
| 9-9-2018   | Париж         | Франція              | 2 – 1      | Нідерланди        | Ліга націй УЄФА 2018—2019 - груповий етап | -    | кап.       |
| 13-10-2018 | Амстердам     | Нідерланди           | 3 – 0      | Німеччина         | Ліга націй УЄФА 2018—2019 - груповий етап | 1    | кап.       |
| 16-11-2018 | Роттердам     | Нідерланди           | 2 – 0      | Франція           | Ліга націй УЄФА 2018—2019 - груповий етап | -    | кап.       |
| 19-11-2018 | Гельзенкірхен | Німеччина            | 2 – 2      | Нідерланди        | Ліга націй УЄФА 2018—2019 - груповий етап | 1    | кап.       |
| 21-3-2019  | Роттердам     | Нідерланди           | 4 – 0      | Білорусь          | Відбір до ЧЄ 2020                         | 1    | кап.       |
| 24-3-2019  | Амстердам     | Нідерланди           | 2 – 3      | Німеччина         | Відбір до ЧЄ 2020                         | -    | кап.       |
| 6-6-2019   | Гімарайнш     | Нідерланди           | 3 – 1 д.ч. | Англія            | Ліга націй УЄФА 2018—2019 - півфінал      | -    | кап.       |
| 9-6-2019   | Порту         | Португалія           | 1 – 0      | Нідерланди        | Ліга націй УЄФА 2018—2019 - фінал         | -    | кап. 90+1' |
| 6-9-2019   | Гамбург       | Німеччина            | 2 – 4      | Нідерланди        | Відбір до ЧЄ 2020                         | -    | кап.       |
| 9-9-2019   | Таллінн       | Естонія              | 0 – 4      | Нідерланди        | Відбір до ЧЄ 2020                         | -    | кап.       |
| 10-10-2019 | Роттердам     | Нідерланди           | 3 – 1      | Північна Ірландія | Відбір до ЧЄ 2020                         | -    | кап.       |
| 13-10-2019 | Мінськ        | Білорусь             | 1 – 2      | Нідерланди        | Відбір до ЧЄ 2020                         | -    | кап.       |
| 16-11-2019 | Белфаст       | Північна Ірландія    | 0 – 0      | Нідерланди        | Відбір до ЧЄ 2020                         | -    | кап.       |
| 4-9-2020   | Амстердам     | Нідерланди           | 1 – 0      | Польща            | Ліга націй УЄФА 2020—2021 - груповий етап | -    | кап.       |
| 7-9-2020   | Амстердам     | Нідерланди           | 0 – 1      | Італія            | Ліга націй УЄФА 2020—2021 - груповий етап | -    | кап.       |
| 7-10-2020  | Амстердам     | Нідерланди           | 0 – 1      | Мексика           | товариський матч                          | -    | кап. 46'   |
| 11-10-2020 | Зениця        | Боснія і Герцеговина | 0 – 0      | Нідерланди        | Ліга націй УЄФА 2020—2021 - груповий етап | -    | кап.       |
| 14-10-2020 | Бергамо       | Італія               | 1 – 1      | Нідерланди        | Ліга націй УЄФА 2020—2021 - груповий етап | -    | кап.       |
| 1-9-2021   | Осло          | Норвегія             | 1 – 1      | Нідерланди        | Відбір до ЧС 2022                         | -    | кап.       |
| 7-9-2021   | Амстердам     | Нідерланди           | 6 – 1      | Туреччина         | Відбір до ЧС 2022                         | -    | кап. 78'   |
| 8-10-2021  | Рига          | Латвія               | 0 – 1      | Нідерланди        | Відбір до ЧС 2022                         | -    | кап.       |
| 11-10-2021 | Роттердам     | Нідерланди           | 6 – 0      | Гібралтар         | Відбір до ЧС 2022                         | 1    | кап.       |
| 13-11-2021 | Подгориця     | Чорногорія           | 2 – 2      | Нідерланди        | Відбір до ЧС 2022                         | -    | кап.       |
| 16-11-2021 | Роттердам     | Нідерланди           | 2 – 0      | Норвегія          | Відбір до ЧС 2022                         | -    | кап.       |
| 26-3-2022  | Амстердам     | Нідерланди           | 4 – 2      | Данія             | товариський матч                          | -    | кап.       |
| 29-3-2022  | Амстердам     | Нідерланди           | 1 – 1      | Німеччина         | товариський матч                          | -    | кап.       |
| 3-6-2022   | Брюссель      | Бельгія              | 1 – 4      | Нідерланди        | Ліга націй УЄФА 2022—2023 - груповий етап | -    | кап.       |
| 22-9-2022  | Варшава       | Польща               | 0 – 2      | Нідерланди        | Ліга націй УЄФА 2022—2023 - груповий етап | -    | кап.       |
| 25-9-2022  | Амстердам     | Нідерланди           | 1 – 0      | Бельгія           | Ліга націй УЄФА 2022—2023 - груповий етап | 1    | кап.       |
| Усього     |               | Матчів               | 49         |                   | Голів                                     | 6    |            |

## Досягнення

### Командні
«Селтік»
- Чемпіон Шотландії (2): 2013-14, 2014-15
- Володар кубка Шотландії (1): 2014-15

 «Ліверпуль»
- Переможець Ліги чемпіонів (1): 2018-19
- Володар Суперкубка УЄФА (1): 2019
- Чемпіон світу серед клубів (1): 2019
- Чемпіон Англії (2): 2019-20, 2024-25
- Володар Кубка Англії (1): 2021-22
- Володар Кубка Футбольної ліги (2): 2021-22, 2023-24
- Володар Суперкубка Англії (1): 2022

### Особисті
- Символічна збірна сезону чемпіонату Шотландії (2): 2013-14[5], 2014-15[6]
- Футболіст року за версією футболістів ПФА (1): 2018–19
- Приз найкращому футболісту року в Європі (1): 2018–19